# Horus Engels

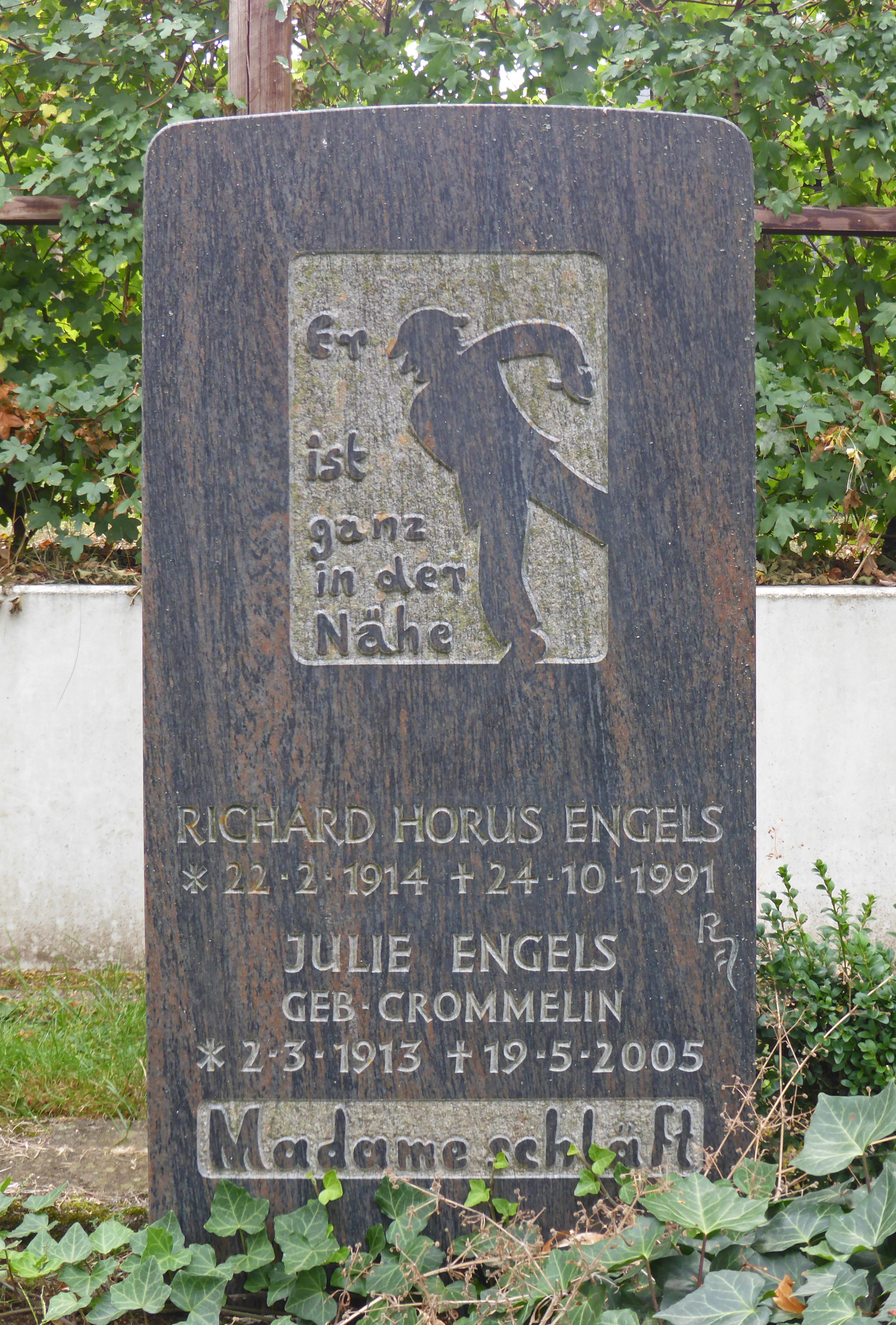
Grabstein

Horus Engels, eigentlich Richard Engels (* 22. Februar 1914 in London; † 24. Oktober 1991 in Wolfsburg), war ein deutscher Kunstmaler, Bildhauer und Illustrator.

## Leben
Engels wurde am 22. Februar 1914 in London geboren. Er wuchs in Berlin auf und studierte später in Paris. Vor dem Ausbruch des Zweiten Weltkrieges arbeitete er als Assistent des Aufsichtsrates bei der Siemens AG. Im Verlauf des Krieges geriet er um 1941 in sowjetische Kriegsgefangenschaft. Nach seiner Entlassung begann er 1948 in Wolfsburg seine künstlerische Tätigkeit, dazu richtete er in der Burg Neuhaus bei Wolfsburg ein Atelier ein. In Wolfsburg lernte er auch seine niederländische Frau kennen, mit der er zwei Kinder großzog.
Engels engagierte sich, wie die Wahl seines Künstlernamens Horus (Beschützer der Kinder) andeutet, nach dem Krieg bei der Gründung erster Pfadfindergruppen rund um Wolfsburg und rief mit den Waldkäuzen auch eine eigene Jungengruppe ins Leben, die sich besonders durch ihre Naturverbundenheit auszeichnete und entsprechende Zeltlager und Auslandsreisen unternahm. Zudem war er Mitglied in der spirituell beeinflussten Subud-Organisation (Susila – Budhi – Dharma), in der er sich den Vornamen Richard gab. Er war von 1971 bis 1975 Vorsitzender des International Subud Committee (ISC) und dann von 1983 bis 1989 Vorsitzender der Subud International Cultural Association (SICA).
1954 war Engels mit einem Bildnis des Erzengels Michael an der Ausstattung der St.-Marien-Kirche in Fallersleben beteiligt. Neben weiteren Wandgemälden – unter anderem stellte er 1958 die Räte und Politiker der Stadt Wolfsburg in einer freskenartigen, romantischen Karikatur bei einem mittelalterlichen Bankett dar, das auch ein kleines Selbstporträt zeigt – illustrierte Engels vor allem Märchen wie jene der Brüder Grimm. Besonderen Kontakt pflegte Engels zum englischen Autor J. R. R. Tolkien. So kam es, dass er die erste Übersetzung des Romans Der kleine Hobbit im Jahr 1957 illustrierte. Er war es auch, der diese Übersetzung initiierte, indem er den Übersetzer Walter Scherf auf einer Fahrt mit Jugendlichen von deren Notwendigkeit überzeugte. Laut Scherf porträtierte Engels ihn dabei als den Zauberer Gandalf mit buschigen Augenbrauen.
Horus Engels verstarb am 24. Oktober 1991 und wurde auf dem Friedhof in Wolfsburg-Neuhaus bestattet.

## Werke (Auswahl)

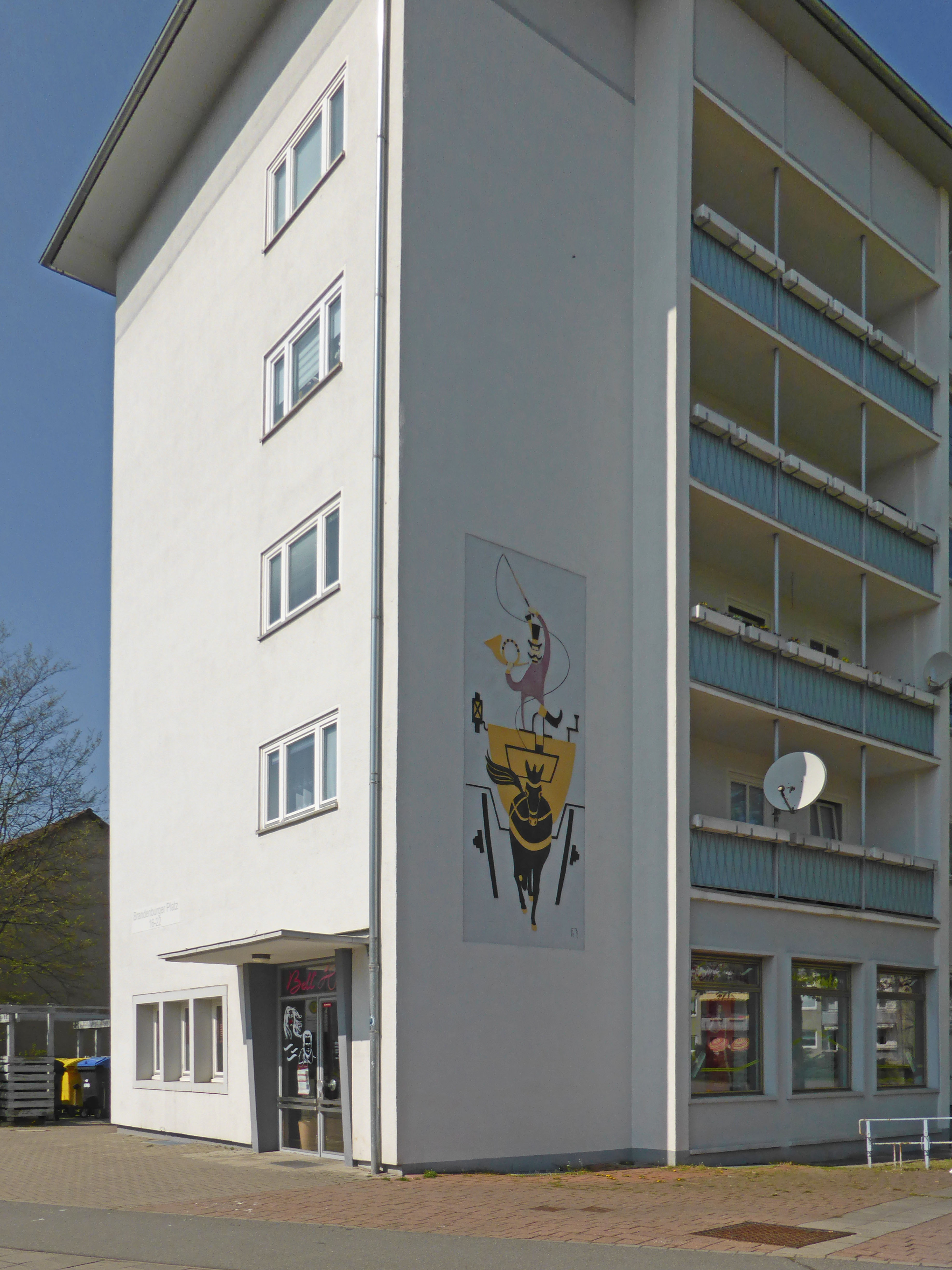
Ehemaliges Postamt Wolfsburg 4 mit Darstellung einer Postkutsche von Horus Engels

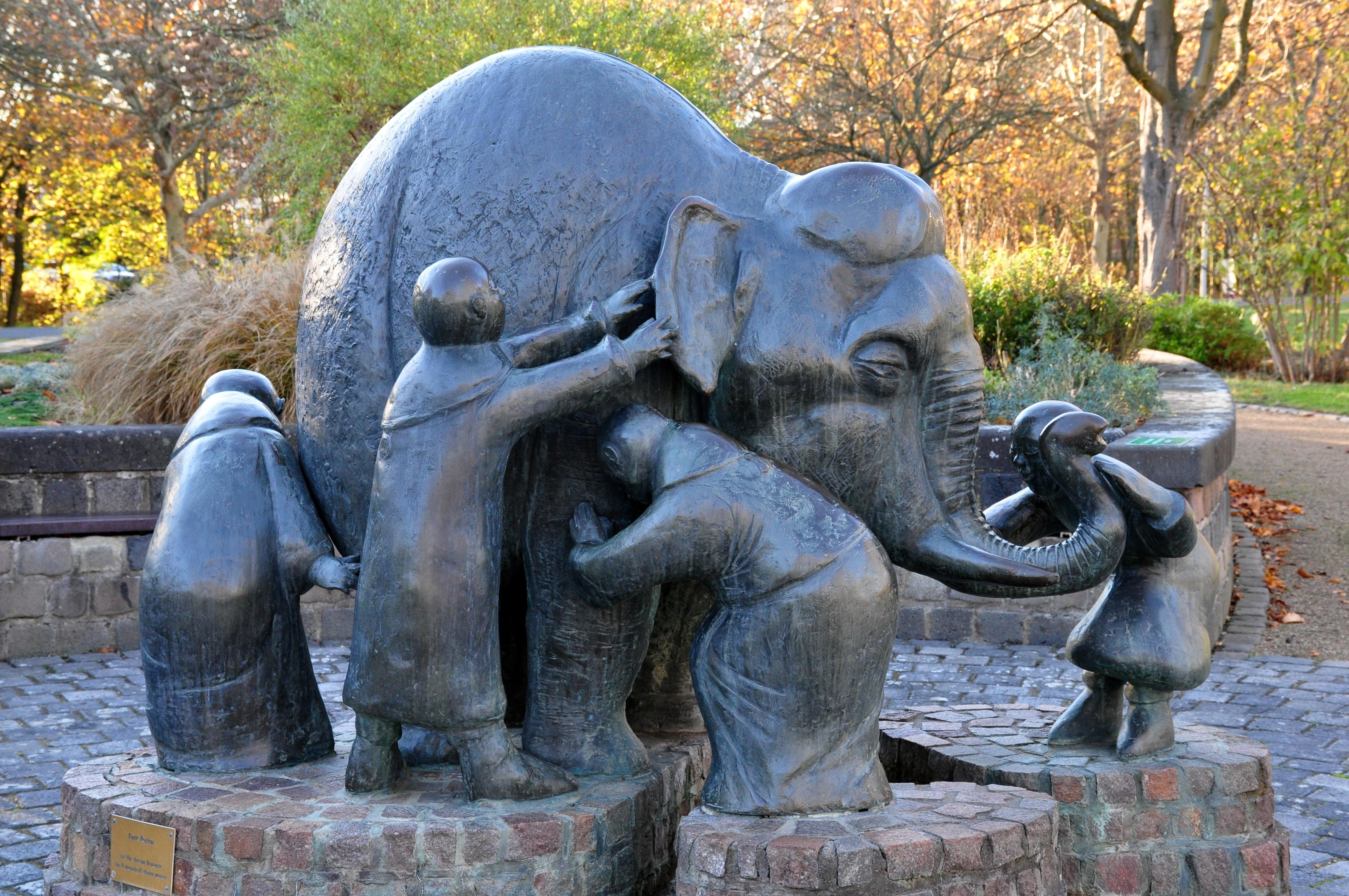
Blindenbrunnen in Bonn

- Sgraffito des Erzengels Michael am Westgiebel der St.-Marien-Kirche in Fallersleben (1954). 1987 wurde das Werk bei einer Renovierung entfernt.
- Darstellung einer Postkutsche an der Außenfassade des 1956 eröffneten Postamts Wolfsburg 4 im Wolfsburger Stadtteil Wohltberg (Brandenburger Platz 22).
- Illustration der ersten Übersetzung des Romans Der kleine Hobbit (1957).
- Karikatur der Räte und Politiker der Stadt Wolfsburg, im Ratskeller des Wolfsburger Rathauses (1958).
- Künstlerische Mitgestaltung des Buches Wolfsburg – unsere Stadt, von der Stadt Wolfsburg anlässlich ihres 25-jährigen Bestehens herausgegeben (1963).
- Märchenzyklus: zehn Bilder mit Motiven aus verschiedenen Märchen der Brüder Grimm (1965). Ursprünglich für die Brüder-Grimm-Schule im Wolfsburger Stadtteil Teichbreite geschaffen, seit 2012 im Schulzentrum Kreuzheide – heute Leonardo-da-Vinci-Gesamtschule – befindlich.[7]
- Bilderserie Wolfsburger Geschichte(n) nicht ganz ernst genommen. im Buch Wie Wolfsburg wurde von Fritz Heidrich, Elster-Verlag, Wolfsburg (etwa 1980).
- Blindenbrunnen in der Bonner Rheinaue (1983).

Ein weiteres Werk ist die Darstellung Tischchen deck dich an der Fassade eines Wohn- und Geschäftshauses auf der Nordseite der Rothenfelder Straße in Wolfsburg.

## Trivia
Etwa 1949 bot Engels in einem Inserat seine Dienste an:
Horus, Maler und Karikaturist, Mitglied des Bundes bildender Künstler Nordwestdeutschlands, malt und zeichnet für Sie. Wolfsburg, Birkenweg 47, Ruf 160.